# Aerocool
Aerocool — електротехнічна тайванська компанія. Спеціалізується на виробництві систем охолоджування для персональних комп'ютерів. Технічний персонал Aerocool спеціалізується на аналізі повітряного потоку, тепловій провідності матеріалу, технологіях теплопередачі і ефективності дизайну.
Має американський підрозділ — Aerocool.US, який був створений в 2002 році.
У 2010 році Aerocool увійшла до складу іспанської компанії Biomag S.L., яка також володіє брендом Tacens.